# Linjär ordning
En linjär ordning eller totalordning är inom matematik en binär relation på en mängd som ordnar elementen i en stigande eller fallande ordning. En sådan ordnad mängd som relationen är definierad på sägs vara en linjärt ordnad mängd eller en totalt ordnad mängd.

## Definition
Relationen {\displaystyle P} är en linjär ordning om den har följande egenskaper:
- Reflexivitet: {\displaystyle aPa}
- Antisymmetri: {\displaystyle aPb} och {\displaystyle bPa} medför {\displaystyle a=b}
- Transitivitet: {\displaystyle aPb} och {\displaystyle bPc} medför {\displaystyle aPc}
- Totalitet: {\displaystyle aPb} eller {\displaystyle bPa} ska gälla

Detta kan även uttryckas som att en linjär ordning är en partialordning som är total. Kravet på reflexivitet är egentligen överflödigt, då totalitet implicerar reflexivitet.

## Exempel
- Mängderna av naturliga, hela, rationella och reella tal är alla linjärt ordnade med avseende på relationen mindre-än.